# Валлонський Брабант
Валлонський Брабант (фр. Brabant wallon [bʁabɑ̃ walɔ̃] ( прослухати); нід. Waals-Brabant [ˌʋaːlz ˈbraːbɑnt] ( прослухати); валлон. Roman Payis) — наймолодша й найменша з п'ятьох валлонських провінцій. Утворена 1 січня 1995 року внаслідок поділу провінції Брабант за мовним принципом на нідерландо- та франкомовну частини.
Межує з Ено, провінцією Намюр, провінцією Льєж та Фламандським Брабантом.
Складається з 27 громад. Головне місто — Вавр (місто).

## Основні дані
- Площа: 1093 км²
- Населення: 361'418(станом на 1 січня 2005).
- Густота населення: 319 чол./км²
- Найбільші річки: Лан, Сенна

## Найбільші міста
Міста з населенням понад 20 тисяч осіб:
| Назва міста          | Населення, осіб (2008) |
| -------------------- | ---------------------- |
| Брен-л'Алле          | 37728                  |
| Вавр                 | 32784                  |
| Оттіньї-Лувен-ла-Нев | 30283                  |
| Ватерлоо             | 29448                  |
| Нівель               | 25035                  |
| Тюбіз                | 22945                  |
| Ріксансар            | 21571                  |